# Nelli Cooman
Cornelli Antoinette Harriëtte (Nelli) Cooman (Paramaribo, 6 juni 1964) is een Nederlandse voormalige atlete van Surinaamse afkomst. De op de sprint excellerende atlete werd tijdens haar loopbaan twee keer wereldkampioene, zes keer Europees kampioene en vijftien keer Nederlands kampioene (exclusief jeugdtitels). Ze nam tweemaal deel aan de Olympische Spelen. Zij is sinds 1984 Nederlands recordhoudster op de 60 m (peildatum november 2024) en was dat op de 100 m van 1986 tot 2014, toen dit door Dafne Schippers werd verbeterd. 

## Biografie

### Jeugd
Cooman groeide na haar geboorte in Suriname op in een gezin met vier zussen en een broer. Toen ze acht jaar was, verhuisde het hele gezin naar Rotterdam. Ze ging op voetbal en kreeg de bijnaam 'Miss Pele'. Op haar zestiende werd tijdens een sportdag op school ontdekt dat ze goed kon sprinten en daarmee werd de basis gelegd voor haar atletiekcarrière. Drie maanden later deed ze al mee aan de Europese jeugdkampioenschappen in Utrecht, waar ze zevende werd op de 100 m. Kort daarna liep ze een Nederlands jeugdrecord en werd ze op zeventienjarige leeftijd tweede van Nederland bij de vrouwen. Nadat ze haar middenstandsdiploma had gehaald, werd ze in 1984 professional, met Henk Kraaijenhof als trainer.

### Carrière
In haar periode als professional van 1984 tot 1995 werd ze tweemaal wereldkampioene op de 60 m indoor (in 1987 in Indianapolis en in 1989 in Boedapest) en zesmaal Europees kampioene, een unieke reeks voor een Nederlandse. Bij de Europese indoorkampioenschappen in Madrid in 1986 won ze in een tijd van 7,00 s, een wereldrecord. Vanwege die prestatie werd ze in dat jaar in Nederland gekozen als Sportvrouw van het jaar. Haar wereldrecord werd pas in februari 1992 verbeterd en de tijd van 7,00 staat nog steeds als Nederlands record op de 60 m.
Cooman nam twee keer voor Nederland deel aan de Olympische Spelen. In Seoel (1988) kwam zij uit op de 100 m en de 4 × 100 m estafette. Op het individuele onderdeel strandde zij in de halve finale, nadat zij in de kwartfinale haar eigen nationale record van 11,08 had geëvenaard. Op de estafette kwam het Nederlandse viertal, dat verder bestond uit Marjan Olyslager, Gretha Tromp en Els Vader, in de halve finale 0,05 seconden tekort om door te stoten naar de finale. Met hun eindtijd van 43,48 bleef het team 0,04 seconden verwijderd van het nationale record van 43,44 uit 1968. Vier jaar later kwam Cooman in Barcelona (1992) op de 100 m niet verder dan de kwartfinale.
In 1995 beëindigde ze haar atletiekloopbaan.Tegenwoordig bezoekt ze nog vaak wedstrijden van haar favoriete club Sparta Rotterdam.
Nelli Cooman woont sinds 1991 in Nieuwerkerk.
Tegenwoordig is Cooman ambassadeur van de Stichting Roparun. Zij is aanwezig rond de festiviteiten en ondersteunt de georganiseerde activiteiten.

## Nelli Cooman Games
Sinds 1997 worden in Stadskanaal de Nelli Cooman Games gehouden. In het begin had dit evenement nog het karakter van een jeugdwedstrijd, maar het is in enkele jaren uitgegroeid tot een nationaal atletiekevenement met de A-status van de KNAU. Nelli Cooman is erevoorzitter en beschermvrouwe van het evenement.

## Trivia
- Gerard Cox schreef een lied over Cooman op een melodie van Stevie Wonder.
- Cooman nam deel aan het tweede seizoen van het EO-programma De Pelgrimscode.
- Nelli Cooman is een van de ambassadeurs van Roparun.

## Kampioenschappen

### Internationale kampioenschappen
| Onderdeel   | Titel             | Jaar                               |
| ----------- | ----------------- | ---------------------------------- |
| 60 m indoor | wereldkampioen    | 1987, 1989                         |
|             | Europees kampioen | 1985, 1986, 1987, 1988, 1989, 1994 |

### Nederlandse kampioenschappen

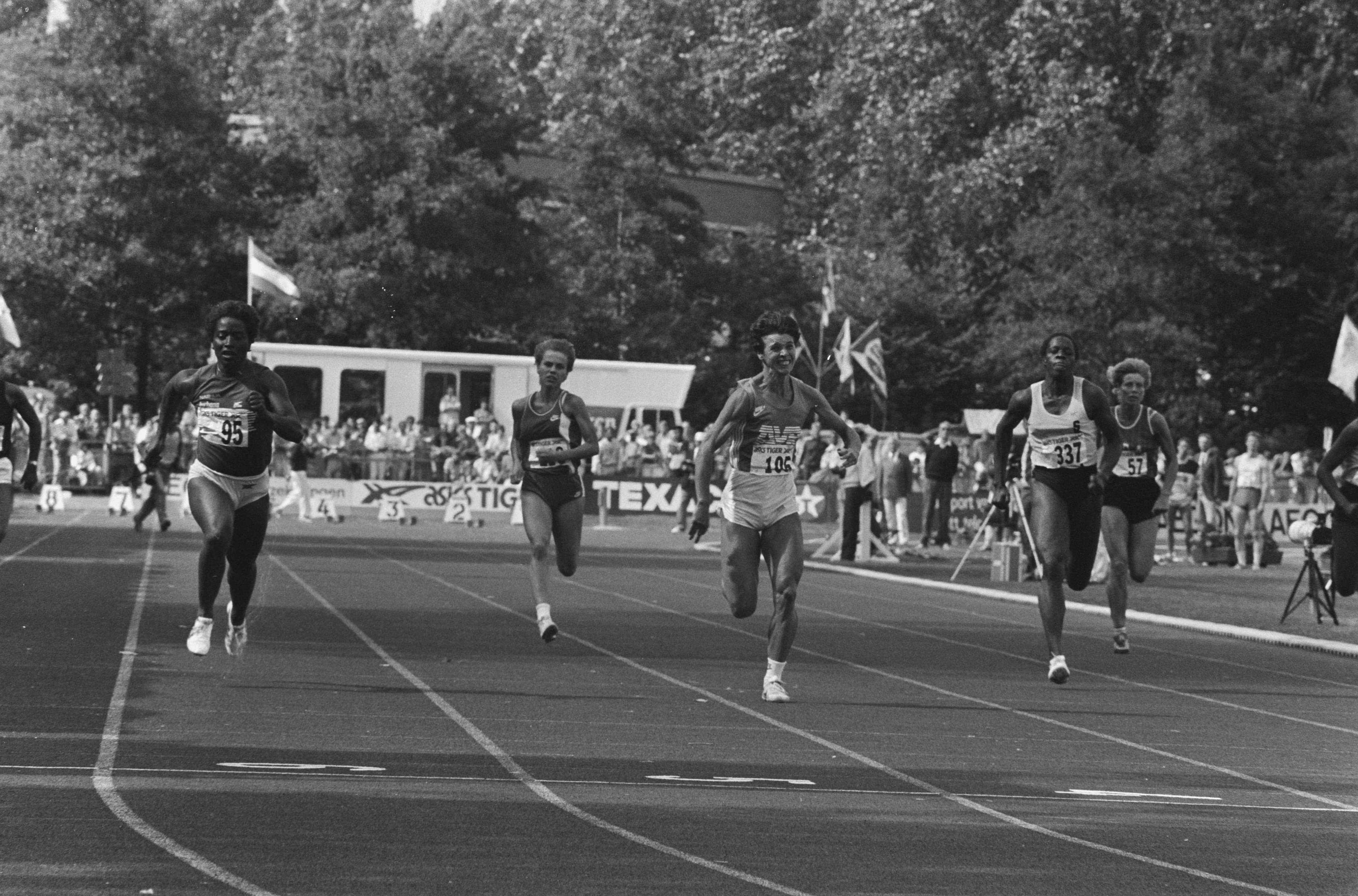
Nelli Cooman (l) op de 100 m tijdens de NK atletiek in Amsterdam, 1986

Outdoor
| Onderdeel | Jaar                                     |
| --------- | ---------------------------------------- |
| 100 m     | 1983, 1985, 1986, 1988, 1990, 1991, 1992 |

Indoor
| Onderdeel | Jaar                                     |
| --------- | ---------------------------------------- |
| 60 m      | 1983, 1986, 1987, 1988, 1989, 1990, 1994 |
| 200 m     | 1986                                     |

## Persoonlijke records
Outdoor
| Onderdeel | Prestatie       | Wind (m/s) | Datum            | Plaats    |
| --------- | --------------- | ---------- | ---------------- | --------- |
| 100 m     | 11,08 s (ex-NR) | +0,8       | 27 augustus 1986 | Stuttgart |
| 200 m     | 23,44 s         | +0,4       | 4 juni 1986      | Schwechat |

Indoor
| Onderdeel | Prestatie           | Datum            | Plaats |
| --------- | ------------------- | ---------------- | ------ |
| 50 m      | 6,19 s (NR)         | 31 januari 1987  | Ottawa |
| 60 m      | 7,00 s (NR + ex-WR) | 23 februari 1986 | Madrid |

## Palmares

### 60 m
- 1982:  NK indoor - 7,45 s
- 1983:  NK indoor - 7,47 s
- 1984:  NK indoor - 7,35 s
- 1984:  EK indoor - 7,28 s
- 1985:  NK indoor - 7,29 s
- 1985:  EK indoor - 7,10 s
- 1986:  NK indoor - 7,35 s
- 1986:  EK indoor - 7,00 s (WR)
- 1987:  NK indoor - 7,14 s
- 1987:  EK indoor - 7,01 s
- 1987:  WK indoor - 7,08 s
- 1988:  NK indoor - 7,19 s
- 1988:  EK indoor - 7,04 s
- 1989:  NK indoor - 7,29 s
- 1989:  EK indoor - 7,15 s
- 1989:  WK indoor - 7,05 s
- 1990:  NK indoor - 7,39 s
- 1990:  EK indoor - 7,14 s
- 1994:  NK indoor - 7,23 s
- 1994:  EK indoor - 7,17 s
- 1995:  NK indoor - 7,30 s
- 1995: 6e WK indoor - 7,17 s

### 100 m
- 1981:  NK - 11,75 s (+2,1 m/s)
- 1982:  NK - 11,75 s
- 1983:  NK - 11,62 s
- 1984:  NK - 11,26 s (+2,32 m/s)
- 1984:  FBK Games - 11,48 s
- 1985:  NK - 11,39 s (+2,82 m/s)
- 1985: 5e Memorial Van Damme - 11,46 s
- 1986:  NK - 11,15 s
- 1986:  EK in Stuttgart - 11,08 s (NR)
- 1987:  Europacup B - 11,51 s
- 1988:  NK - 11,34 s (+1,91 m/s)
- 1988: 7e in ½ fin. OS - 11,13 s (in ¼ fin. 11,08 s = ev. NR)
- 1988:  Memorial Van Damme - 11,29 s
- 1989:  Europacup C in Dublin - 11,52 s
- 1990:  NK - 11,89 s
- 1991:  NK - 11,47 s
- 1992:  NK - 11,72 s
- 1992: 5e in ¼ fin. OS - 11,55 s (in serie 11,47 s)
- 1994: 5e EK - 11,40 s

### 200 m
- 1983:  NK - 23,95 s
- 1984:  NK indoor - 24,95 s
- 1985:  NK indoor - 25,01 s
- 1985:  NK - 23,54 s (+ 6,23 m/s)
- 1986:  NK indoor - 24,68 s
- 1986:  NK - 23,03 s (+ 3,3 m/s)
- 1988:  NK - 23,69 s (+1,2 m/s)
- 1990:  NK indoor - 23,92 s

### 4 × 100 m
- 1986: 7e EK - 44,38 s
- 1988: 5e in ½ fin. OS - 43,48 s

## Onderscheidingen
- KNAU-jeugdatlete van het jaar (Fanny Blankers-Koen plaquette) - 1982
- Nederlands sportvrouw van het jaar - 1986
- KNAU-atlete van het jaar - 1986, 1994
- Unie-erekruis in goud van de KNAU - 1987
- KNAU lid van verdienste - 1989